# 28509 Feddersen
28509 Feddersen è un asteroide della fascia principale. Scoperto nel 2000, presenta un'orbita caratterizzata da un semiasse maggiore pari a 2,2639538 UA e da un'eccentricità di 0,0456527, inclinata di 2,21588° rispetto all'eclittica.